# Przegorzały
Przegorzały – obszar Krakowa wchodzący w skład Dzielnicy VII Zwierzyniec. Dawna wieś ulokowana między Wisłą a Przegorzalską Przełęczą, znajdującą się między Sikornikiem (297 m n.p.m.) a Pustelnikiem (352 m n.p.m.) w Lesie Wolskim. Od wschodu graniczy ze Zwierzyńcem, od północy z Wolą Justowską, a od zachodu zaś z Bielanami. Przyłączona do Krakowa w 1941 jako jego XXXI dzielnica.
Po raz pierwszy wzmiankowane w 1162 roku, w najwcześniejszych zapisach jako Pregoral lub Przegorzala – od "wypalonego miejsca" (porównaj Zgorzelec, czy Gorlice). 
Dawniej dzieliły się na Przegorzały Szlacheckie i Przegorzały Duchowne.
Podczas II wojny światowej na tzw. Glinniku w Przegorzałach Niemcy rozstrzeliwali Polaków przetrzymywanych w więzieniu św. Michała i więzieniu przy ul. Montelupich. W 2014 r. pochowano 66 odnalezionych ciał. Dokładna liczba i tożsamość wszystkich zamordowanych nie jest znana.
Najbardziej znanym obiektem Przegorzał jest zamek i willa Rotunda, gdzie mieszczą się Instytut Europeistyki Uniwersytetu Jagiellońskiego i restauracja. 
Poniżej tych budowli na stromym wschodnim zboczu znajduje się rezerwat przyrody Skałki Przegorzalskie.
30 października 2007 r. otwarto obwodnicę Przegorzał w ówczesnym ciągu drogi wojewódzkiej nr 780.